# Charlotte Drake Cardeza
Charlotte Drake Martinez-Cardeza (10 avril 1854 - 2 août 1939) est une milliardaire américaine ayant vécu à Philadelphie. Fille d'un fabricant de jeans prospère, elle épouse un riche avocat avant de divorcer. Elle consacre le reste de sa vie à nombre de voyages, notamment des safaris en Afrique. En avril 1912, au retour de l'un d'entre eux, elle embarque sur le Titanic. Elle occupe avec son fils l'une des deux plus luxueuses suites du paquebot, et est la passagère possédant le plus de bagages à bord. Rescapée du naufrage avec tous ses proches, c'est d'elle que vient la plus importante demande d'indemnisation pour des biens matériels perdus.
Par la suite, elle poursuit ses voyages jusque dans les années 1930, sa santé se dégradant. Elle meurt en 1939 de maladie cardiaque.

## Biographie

### Jeunesse et mariage
Charlotte Wardle Drake naît le 10 avril 1854 en Pennsylvanie. Son père est Thomas Drake, un pionnier de l'industrie du jeans possédant également des biens immobiliers importants. Elle hérite en 1890 de tous ses biens et se trouve de fait à la tête d'un puissant empire foncier.
En 1874, elle épouse James Warburton Martinez-Cardeza, riche avocat de Philadelphie. Ils ont un fils, Thomas, et divorcent finalement en 1900.

### LeTitanicet fin de vie

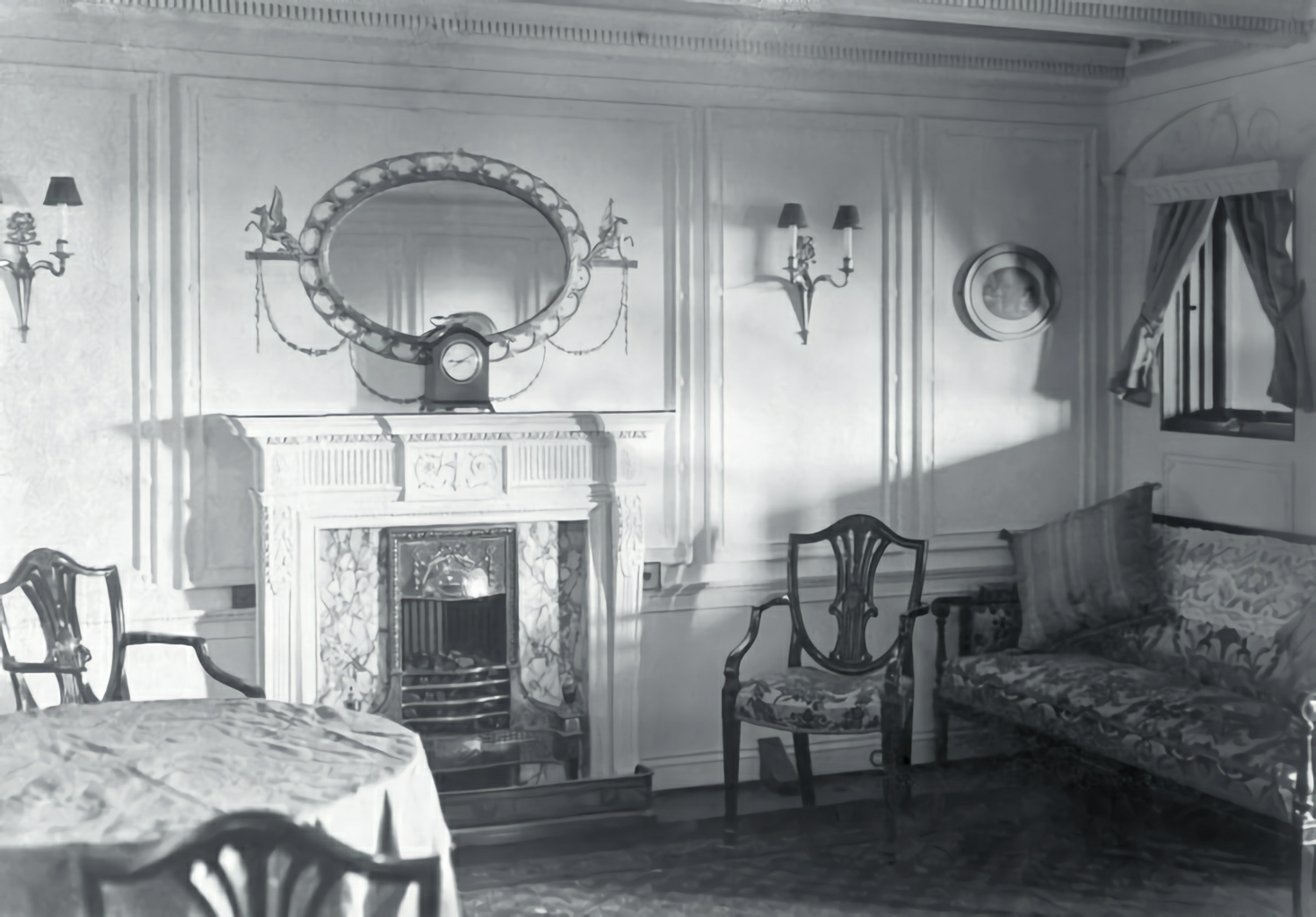
Le salon de la suite occupée par les Cardeza.

Après son divorce, Charlotte Drake Cardeza se consacre aux voyages. Elle fait le tour du monde à bord de son yacht, l’Eleanor et part dans de nombreux safaris en Afrique, souvent accompagnée de son fils,. Elle revend cependant son yacht en 1900.
Le 10 avril 1912, elle embarque sur le Titanic avec son fils, sa femme de chambre et son valet. Ils occupent l'une des deux suites « des millionnaires » sur le pont B. Ces suites sont pourvues de deux chambres, un salon, une salle de bain, un dressing room et une promenade privée de quinze mètres, et sont les plus luxueuses et les plus chères à bord. Une petite pièce attenante est quant à elle disponible pour loger les domestiques. Elle transporte par ailleurs la plus grande quantité de bagages à bord, avec un total de quatorze malles.
Le Titanic heurte un iceberg le 14 avril 1912 vers 23 h 40. Charlotte Drake Cardeza se rend rapidement sur le pont des embarcations et quitte le navire à une heure du matin avec ses trois compagnons de voyage à bord du canot no 3.
Après le naufrage, elle fait la plus importante demande d'indemnisation pour biens perdus dans le drame. La liste de ses bagages perdus tient en effet sur 18 pages dactylographiées, dont trois sont consacrées aux bijoux qui, à eux-seuls, sont évalués à 104 753 $ d'époque.
Par la suite, Cardeza poursuit ses voyages à travers le monde jusque dans les années 1930. Des problèmes de santé l'immobilisent alors en Pennsylvanie et elle y meurt de problèmes cardiaques le 2 août 1939 à l'âge de 85 ans. En 1951, son fils finance la Charlotte Drake Cardeza Foundation for Hemoglobin Research, une fondation destinée à la recherche sur l'hémoglobine nommée en son honneur.